# Ipocrisia/Per amare lui
Ipocrisia/Per amare lui  è un singolo della cantante italiana Angela Luce, pubblicato a marzo del 1975.

## Descrizione

### Ipocrisia
Scritta da Eduardo Alfieri e Pino Giordano, la canzone fu presentata al Festival di Sanremo 1975, dove si è posizionata al secondo posto. È considerata un classico del repertorio napoletano, pur essendo cantata in italiano.
Nel 2013 è stata coverizzata in versione salsa da Marc Anthony nel brano "Hipocresía".
Nel 2022 è stata riproposta da Zaira Piscopo con un singolo edito da Enzo Piscopo.